# Iglesia de San Felipe (Molina de Aragón)
La iglesia de San Felipe es una iglesia barroca de los siglos XVIII y XIX situada en la localidad guadalajareña de Molina de Aragón (España) dedicada a San Felipe Neri. Se encuentra aneja al Oratorio de San Felipe.
Cuenta con una fachada neoclásica en cuya una portada se encuentra un relieve que muestra la aparición de la Virgen María con el Niño a San Felipe. En el interior se pueden contemplar retablos barrocos, entre los que se encuentra el retablo mayor, pinturas y esculturas del siglo XVIII.